# Paletizado automático

## Sistemas de paletizado automático

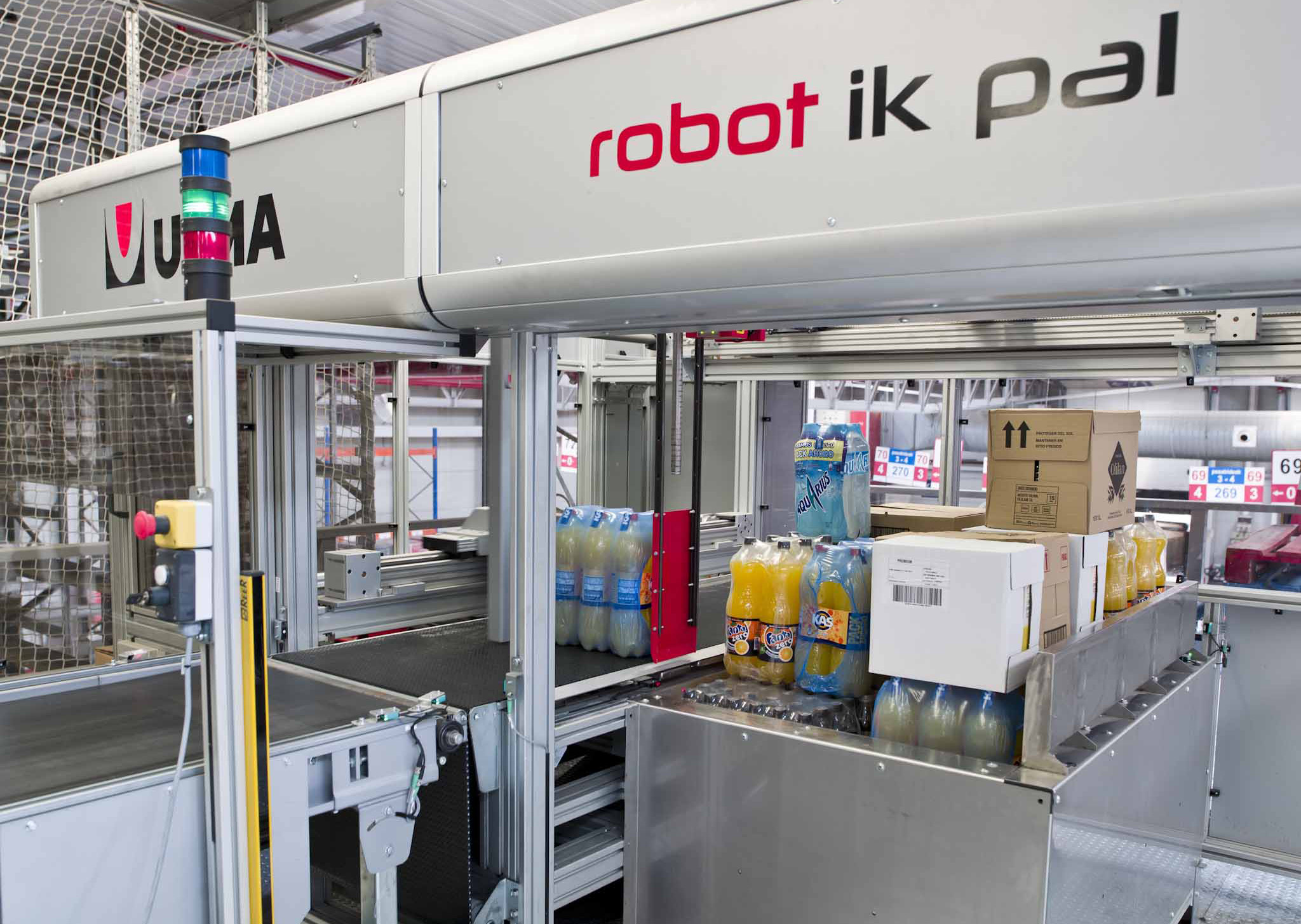
Robot Paletizador multireferencia de ULMA, paletiza independientemente de la morfología de los productos.

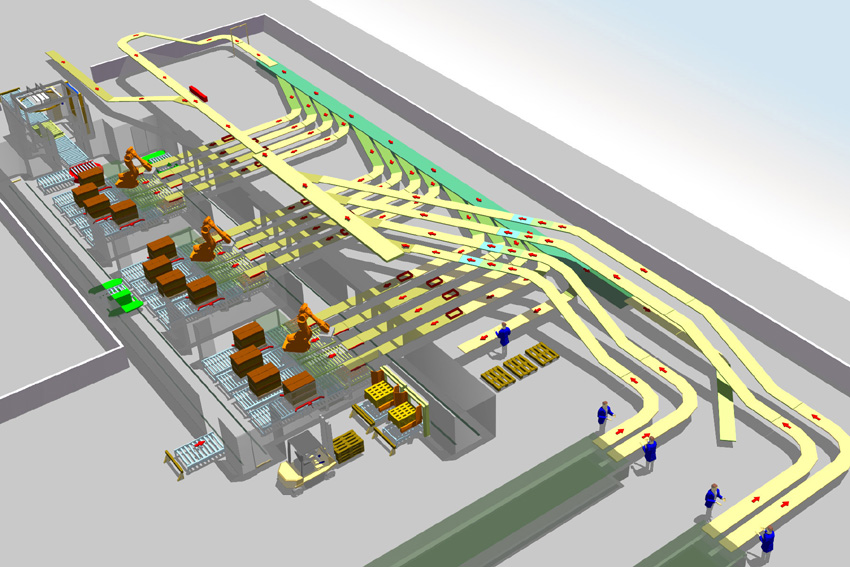
Proyecto de paletizado automático

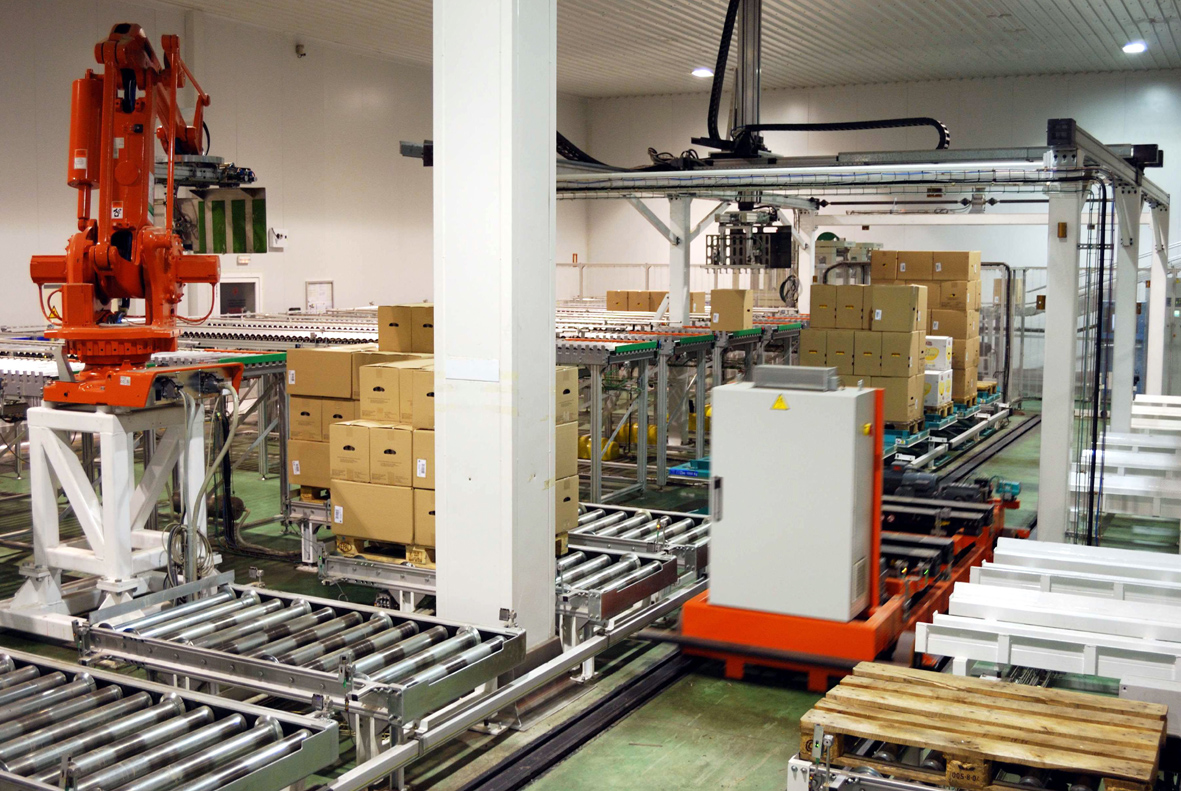
Célula de paletizado con robot articulado y robot tecno-840

Sistemas de paletizado automático mediante robots o células de paletizado automático. 
Se considera final de línea a la interacción, modificación o terminación de los productos en la parte final de su proceso productivo. Tras la producción de un producto, este debe ser comercializado y distribuido. Al día de hoy se han estandarizado las dimensiones y pesos una vez que el producto ha sido terminado y empaquetado, con el fin de facilitar su transporte y almacenaje, además de homogeneizar su tratamiento y reducir costes productivos, de distribución o logísticos.
En este entorno surgen los sistemas de paletizado automático mediante robots, que sirven para la paletización automática en aquellas producciones con altas cadencias o bien cuando las condiciones de trabajo, ergonomía, peso de los productos, condiciones ambientales o de higiene, requieren que el trabajo no sea realizado directamente con la manipulación o intervención del hombre. La implantación de un sistema de paletizado automático lleva a cabo la ingeniería del producto, palet final, procesos de producción y logísticos, así como se estudia que la instalación de un robot y transportadores accesorios sea una inversión amortizable en relación a la realización de paletizado manual. 

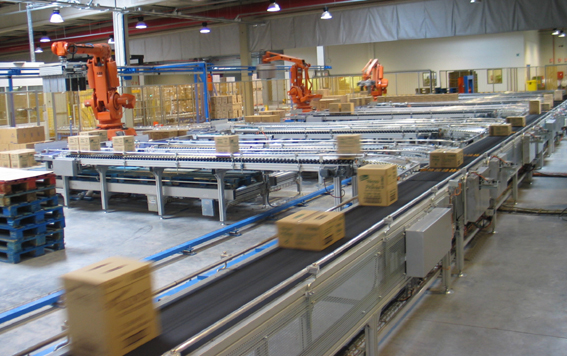
Célula de paletizado automático con robots

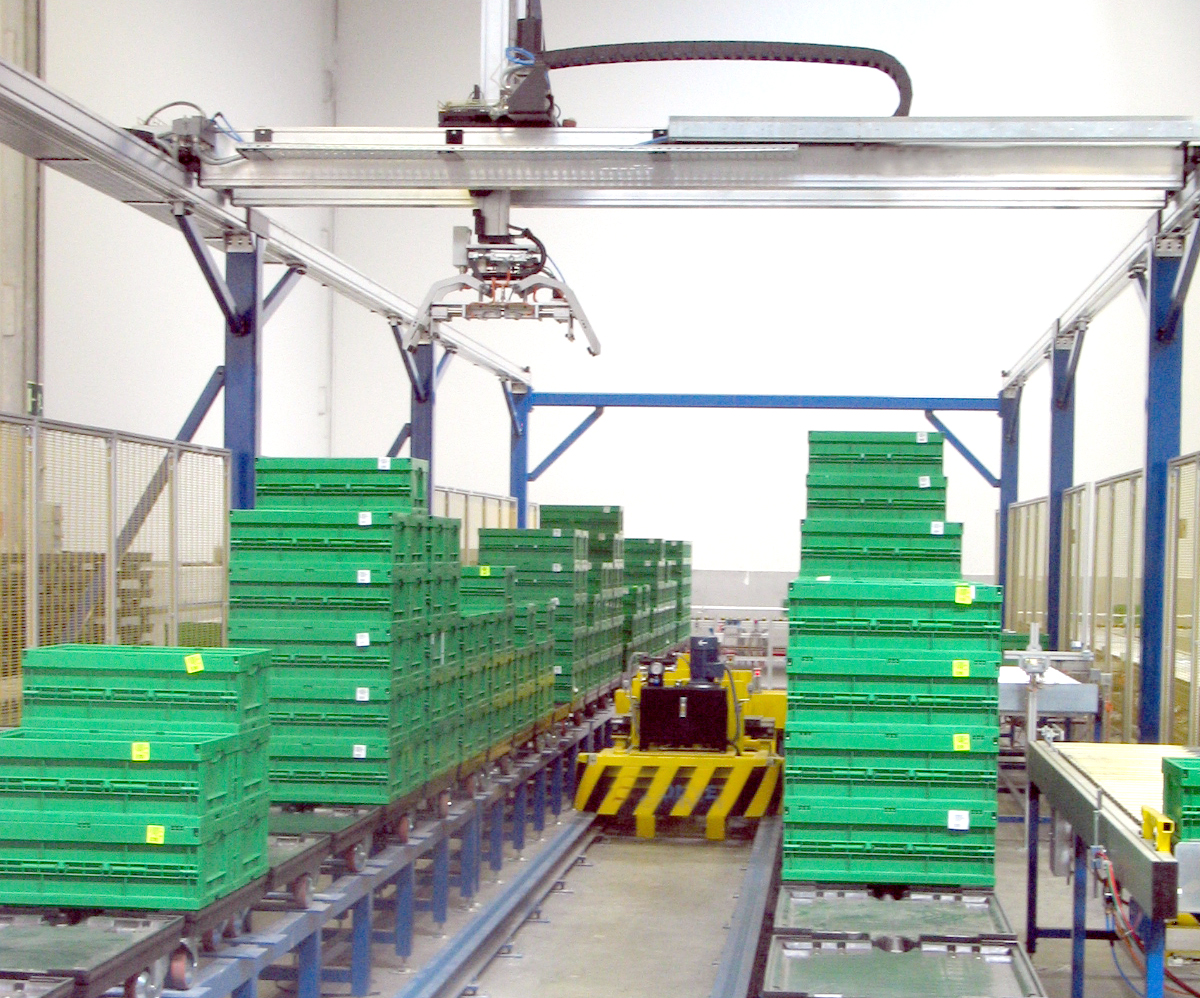
Robot Portico tecno-840

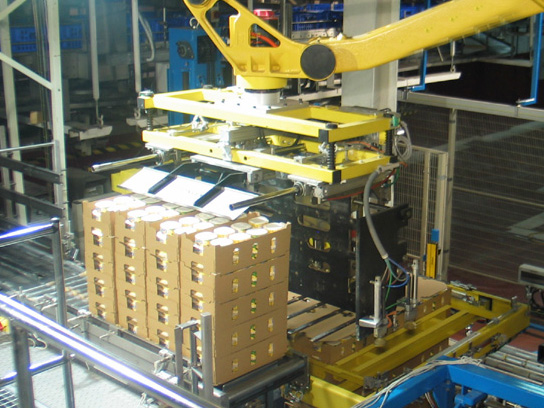
Pinza Robot

Según las unidades producidas y número de referencias que se desea paletizar, se puede elegir entre diferentes tipos de sistemas. Los robots más innovadores son los paletizadores multireferencia, los cuales desarrollan el paletizado independientemente de la morfología de los productos, pudiendo paletizar productos con una esbeltez alta, como son las botellas. Por otro lado, es determinante el sistema de toma de los productos, ya que una toma del producto individual o de varios productos, o de la capa completa, va a determinar la cadencia final del sistema de paletizado automático.
De esta forma debemos tener en cuenta las siguientes consideraciones:
1. Los robots articulados o antropomórficos están indicados para manipular un número de referencias más reducido, en un menor espacio, en comparación con el tipo pórtico. La configuración de los palets se desarrolla alrededor del robot, no siendo lineal como ocurre en el pórtico. La cadencia alcanzada con un robot antropomórfico suele ser mayor, en cuanto que los recorridos son menores y están más optimizados.
2. Un robot pórtico ofrece un movimiento lineal en 3 ejes (x,y,z definidos como alto, ancho y alto). Esta configuración permite disponer de un mayor número de estaciones de paletizado en línea, por lo que permite paletizar más referencias para un mismo espacio y modernamente con un solo robot. El número de ciclos varía en función de los recorridos a realizar, dimensiones producto y mosaico, entre otros. De esta forma, el pórtico es más flexible en cuanto al espacio útil y un solo cabezal puede recorrer distancias de 30 x 5 x 2,5 metros.
3. La concepción de la pinza del robot depende de varios factores; mosaicos a formar, número de cajas en toma múltiple, tipo de cartón de las cajas, fragilidad del producto, distribución de su peso en el interior, calidad del precintado, etc.

De manera general, podemos clasificar los sistemas de toma en:
- Pinza de palas: Formada por la combinación de palas móviles y fijas.
- Ventosas de vacío: Cada ventosa incorpora un sensor de apertura y cierre que permite realizar vacío únicamente a las ventosas que se encuentran sobre las cajas.
- Pinza de garras: Usualmente utilizadas para la toma de palets.
- Pinzas mixtas: Basadas en la combinación entre los sistemas anteriores, según la aplicación.

## Sistemas de transporte previos y posteriores al paletizado automático
Automatizar un proceso productivo puede tener como objeto solucionar un aumento de producción, un cambio de producto o packaging, implantación de nuevas líneas, buscar una mayor gestión y organización, hasta la conexión de diferentes zonas, creación de almacenes automáticos, organización de las mercancías según destinos.
- Sistemas de transporte automático de productos ligeros: Sistemas formados por transportadores de rodillos, bandas, que se integran con sistemas de clasificación como empujadores, transferodores, sistemas de ruedas direccionales pop-up y bandas verticales o brazos desviadores, elevadores, para conformar el diseño de la instalación.

Las instalaciones automáticas se diseñan teniendo en cuenta diferentes parámetros, como las dimensiones del producto, la producción a tratar, procesos, espacio disponible, cuellos de botella, sistemas de entrada y salida del producto, ubicación del código de barras y su lectura automática, ergonomía del operario, etc. 
Los sistemas pueden incorporar un software de gestión de transporte (MFC) o bien sistemas más complejos como los software de gestión de almacén (WMS) que permite controlar la trazabilidad del producto, conocer en tiempo real la situación del sistema y gestionar un gran volumen de información. 
- Sistemas de transporte automático para palets: Sistemas automáticos para el transporte de cargas hasta 2.500 kg., como palets, contenedores, bobinas de papel, o elementos transportados en este tipo de sistemas.

Se forman integrando transportadores de rodillos para palets, de cadenas, transferidores, mesas de giro, carros automotores “shuttle cars”, sistemas de gálibo para palets y pilas de palets. Los sistemas de gálibo para palets, así como el control de tacos y básculas, son imprescindibles en la implementación un almacén automático o situaciones similares, ya que posteriormente serán transportadas en los llamados transelevadores automáticos.
- Almacén automático ,[2] semiautomático o manual, tanto para cajas, contenedores o palets.

Almacenaje automático vertical con transelevadores de palets y tipo mini-load, o bien Almacenaje automático horizontal, haciendo uso de diferentes soluciones como pueden ser la automatización por medio de transportadores convencionales, carros automotores, estanterías dinámicas u otros medios.